# 安娜·基尔波宁
安娜·基尔波宁（芬蘭語：Anna Kilponen，1995年5月16日—），芬兰女子冰球运动员，场上位置是后卫。她曾代表芬兰国家队参加2014年冬季奥林匹克运动会冰球比赛，获得第五名。